# Pierre Du Mage
Pierre Du Mage (ou Dumage), né à Beauvais le 23 novembre 1674, mort à Laon le 2 octobre 1751, est un organiste et compositeur français.

## Biographie

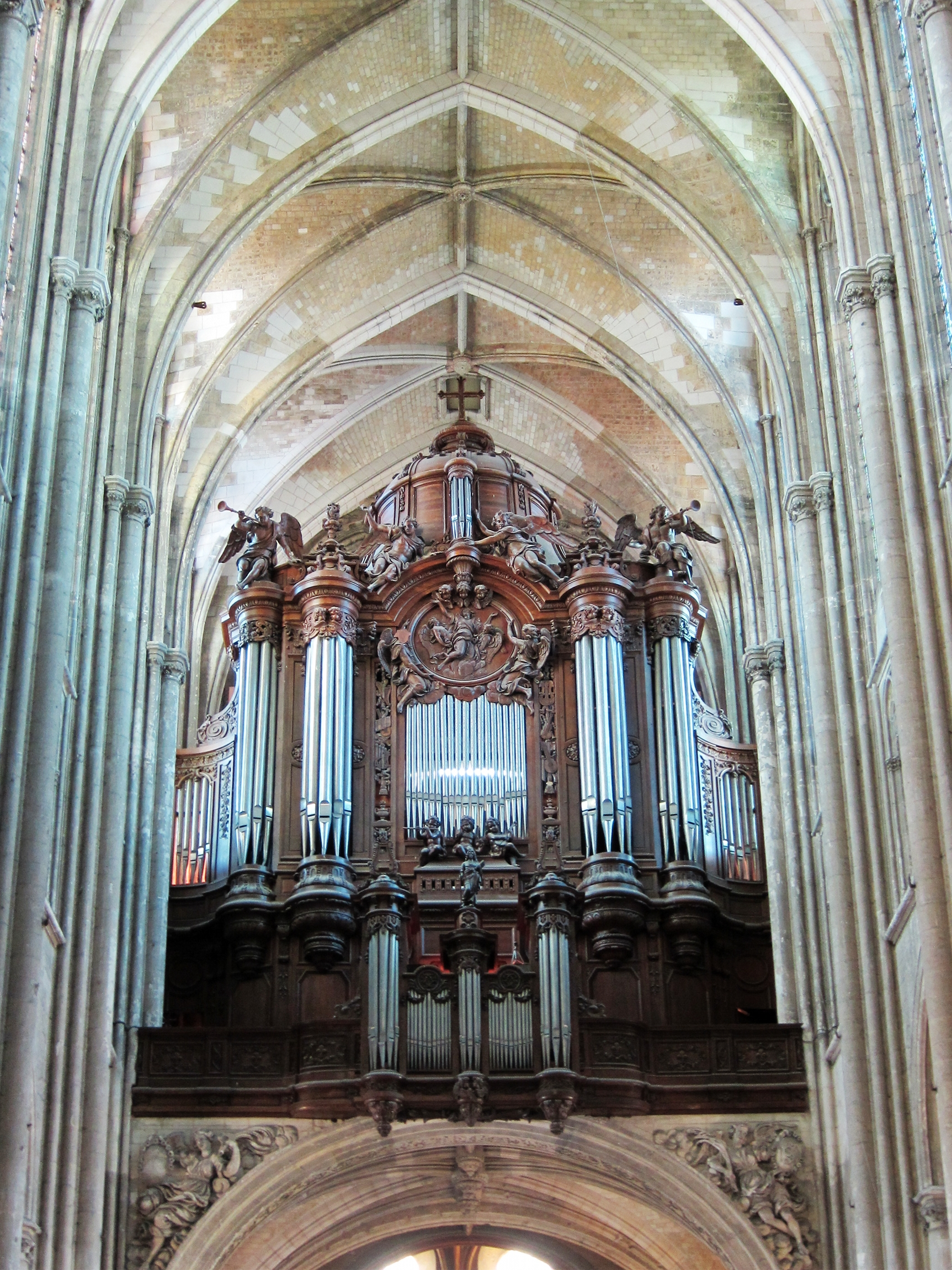
L'orgue de la collégiale de Saint-Quentin.

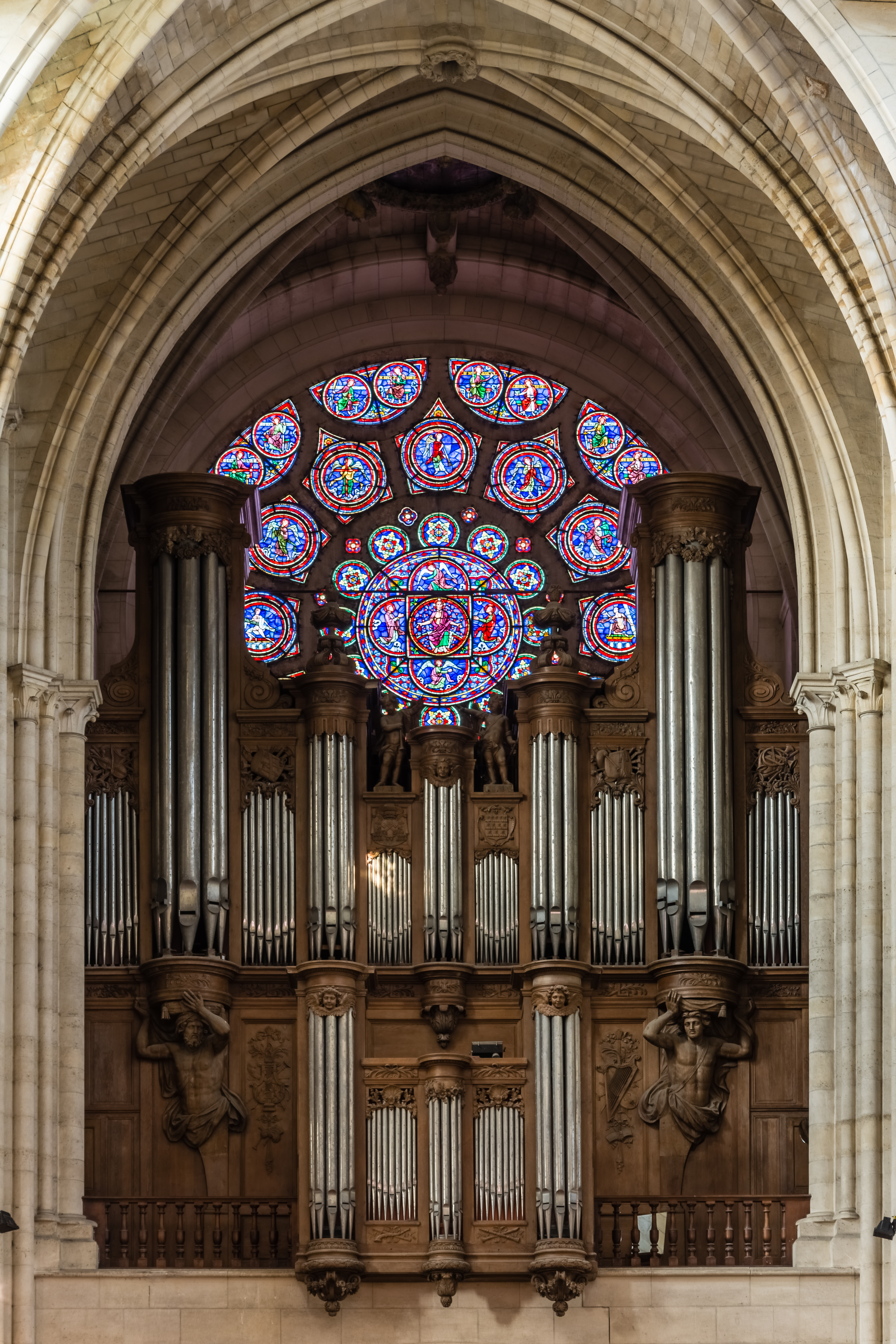
L'orgue de la cathédrale N.D. de Laon.

Son père, également prénommé Pierre, est organiste de la cathédrale Saint-Pierre de Beauvais. De son union, le 5 juin 1674, avec Marie Du Pré naîtront cinq enfants (trois garçons et deux filles) dont Pierre, notre organiste-compositeur, est l'aîné. Son père a certainement été son premier professeur.
À vingt ans, Pierre Du Mage va à Paris étudier avec Louis Marchand, organiste de la Chapelle royale. Il y fait la connaissance de Nicolas Lebègue, également organiste de la Chapelle royale. En 1703, probablement grâce à la recommandation du laonnois Nicolas Lebègue, il est nommé organiste titulaire du tout nouvel orgue monumental de la collégiale royale de Saint-Quentin que Robert Clicquot vient d'achever, et, en 1708, il dédie son Premier Livre d'Orgue au chapitre de cette église. En 1710, après presque 8 années de service à Saint-Quentin, il remporte avec succès le concours au poste d'organiste titulaire de la cathédrale de Laon.
En 1711, âgé de 38 ans, il se marie pour la première fois, avec Benoîte Carpeau, fille du greffier en chef de l'élection de Laon, alors orpheline de père et de mère. Il en aura une fille unique. Il est qualifié, dans le contrat de mariage, de « Conseiller du roi ». Le 27 avril 1712, le chapitre de la cathédrale lui donne son accord pour la publication d'un Second Livre d'Orgue, qu'on n'a jamais retrouvé. De 1714 à 1716, il dirige l'important relevage de son orgue par les facteurs du roi Robert et Alexandre Clicquot. Ayant également la charge de maître de musique des enfants de chœur et l'enseignement de l'orgue à deux d'entre eux, il néglige ses obligations, ce qui le conduit à des rapports de plus en plus difficiles avec ses supérieurs hiérarchiques du chapitre. Après plusieurs admonestations, le chapitre lui retient des gages sur son salaire. Il démissionne le 30 mars 1719 et semble abandonner définitivement la carrière de musicien pour occuper des charges de surintendant des dépôts royaux de sel de la ville de Laon.
Devenu veuf en 1732, il épouse en secondes noces Marie Magdeleine Dagneau, dont il aura cinq enfants.
On le retrouvera cependant en 1733 en compagnie de Clérambault, Daquin et Calvière comme expert à la réception du nouvel orgue monumental de la cathédrale Notre-Dame de Paris, construit par François Thierry. Cela laisserait penser qu'il n'aurait pas abandonné totalement ses activités d'organiste, sinon professionnellement du moins bénévolement, et que sa réputation s'est maintenue un certain temps.
Il meurt à Laon le 2 octobre 1751.

## L’œuvre
Son Premier livre d'orgue, dédié « A Messieurs les Vénérables Doyen, Chanoines et Chapitre de l’Église Roïale de St Quentin », publié en 1708, constitue toute son œuvre.
Fort mince, mais de très grande qualité, elle se situe à l'apogée de l'école française d'orgue baroque, avec celles de François Couperin, de Nicolas de Grigny, de Louis Marchand ou de Louis-Nicolas Clérambault. Elle comporte une unique suite de huit pièces du 1er ton :
- Plain Ieu
- Fugue
- Trio
- Tierce en taille
- Basse de Trompette
- Récit
- Duo
- Grand Jeu

## Discographie
- Suite du Premier ton pour orgue ; dans De Lalande : Grands motets de Martin Gester (OPUS111/Naïve : OP30217, 2001)